# Лудологія
Лудологія (від лат. ludus — гра та грец. λόγος — слово, вчення, наука) — міждисциплінарна наукова галузь, що досліджує ігри та ігрову діяльність як культурний, соціальний і психологічний феномени. Термін запропонував Ґонзало Фраска у 1999 році для позначення систематичного підходу до вивчення ігрових структур, механік та правил, на противагу наративному аналізу. Лудологія зосереджується на дослідженні формальних характеристик ігор, їхніх систем правил, ігрової взаємодії, а також культурного та філософського значення гри в контексті людського буття.

## Історичний розвиток лудології
Хоча сам термін «лудологія» виник наприкінці XX століття у зв'язку з розвитком досліджень відеоігор, теоретико-методологічне підґрунтя цієї дисципліни формувалося протягом тривалого часу в працях філософів, культурологів та психологів.

### Філософські та культурологічні передумови
Фундаментальний внесок у теоретичне осмислення феномену гри здійснив нідерландський історик культури Йохан Хейзінга. У праці «Homo Ludens: Людина, що грається» (1938) він запропонував революційну концепцію, згідно з якою культура зароджується та розвивається у формі гри. За визначенням Хейзінги, гра — це «вільна і значуща діяльність», що відбувається у специфічному «магічному колі» поза буденною реальністю, за власними правилами та створює особливий порядок.
Хейзінга виокремив п'ять основних характеристик гри:
- добровільність;
- неутилітарність;
- обмеженість часом і простором;
- впорядкованість правилами;
- наявність вдаваної (уявної) реальності дій[4].

Подальший розвиток лудологічних концепцій пов'язаний з працями французького соціолога Роже Кайюа, який у книзі «Ігри та людина» (1958) запропонував комплексну класифікацію ігор. Кайюа визначив шість формальних ознак гри та чотири фундаментальні типи ігрової діяльності (forma ludi):
- Агон (змагання) — ігри, засновані на суперництві та майстерності;
- Алеа (жереб) — ігри випадку та азарту;
- Мімікрія (наслідування) — ігри перевтілення та уявні світи;
- Іллінкс (запаморочення) — ігри, що викликають зміну стану свідомості.

Окрім того, Кайюа запровадив важливе розрізнення між paidia (неструктурованою грою-забавою) та ludus (структурованою грою за правилами), що відображає еволюцію ігрових форм від спонтанності до формалізації.

### Психологічні теорії гри
Теоретико-методологічний аналіз гри в психологічному контексті розпочався з праць Карла Гросса, який у роботах «Ігри тварин» (1896) та «Ігри людей» (1899) сформулював теорію вправ, згідно з якою гра функціонує як механізм тренування природних інстинктів і навичок, необхідних для дорослого життя
Значний внесок у психологію гри зробили також:
- Зигмунд Фрейд, який розглядав гру як катарсичний механізм опрацювання несвідомих бажань і тривог;
- Жан Піаже, що інтерпретував гру як форму «асиміляції реальності» у процесі когнітивного розвитку;
- Міхай Чіксентміхайї, автор концепції «потоку» (flow) — психологічного стану глибокого занурення у діяльність, що часто виникає під час гри[7].

## Формування лудології як дисципліни
Становлення лудології як самостійної наукової дисципліни відбулося наприкінці 1990-х — початку 2000-х років у контексті розвитку досліджень відеоігор. Ключовими фігурами формування лудологічного підходу стали Ґонзало Фраска, Еспен Аарсет та Юспер Юль.

### Дихотомія «лудологія — наратологія»
Центральною полемікою раннього етапу розвитку лудологічної парадигми стала дискусія між лудологічним та наратологічним підходами до аналізу ігор. Якщо наративісти (Джанет Мюррей, Брендою Лорел та ін.) розглядали ігри як нову форму оповіді, то лудологи наполягали на специфічності ігрового медіуму.
Основні тези лудологічного підходу:
1. Центральним аспектом ігор є геймплей (система правил та взаємодії), а не сюжет;
2. Ігри функціонують як симуляції систем, а не як фіксовані наративи;
3. Досвід гравця формується через інтерактивну взаємодію, а не пасивне сприйняття заздалегідь визначеної історії[[9].

Юспер Юль у праці «Half-Real: Video Games between Real Rules and Fictional Worlds» (2005) запропонував продуктивний синтез цих підходів, розглядаючи відеогру як «напівреальний» об'єкт, що поєднує реальні правила (які об'єктивно визначають стан гри) та фікціональний світ (який існує лише в уяві гравця).

## Методологічні підходи в лудології
Сучасна лудологія використовує комплекс методологічних підходів, запозичених із різних дисциплін:

### Семіотичний підхід
Семіотичний аналіз розглядає гру як систему знаків та комунікації. Значний внесок у цей напрям зробив антрополог Грегорі Бейтсон, який запровадив поняття метакомунікації — спеціального сигналу «Це — гра», що встановлює ігровий фрейм. Цей сигнал позначає: «Дії, в яких ми зараз беремо участь, не означають того, що означали б ті самі дії поза грою».

### Культурно-антропологічний підхід
Антропологи досліджують ігри як культурні практики, що відображають соціальні структури та цінності спільнот. Класичним прикладом такого аналізу є робота Кліффорда Ґірца «Глибока гра: нотатки про балійський півнячий бій» (1973), де традиційне змагання інтерпретується як «історія, яку суспільство розповідає само собі про себе».

### Системний аналіз
Лудологія розглядає ігри як динамічні системи з комплексом взаємопов'язаних елементів. Кеті Сален та Ерік Циммерман у книзі «Rules of Play: Game Design Fundamentals» (2003) визначають гру як «систему, в якій гравці залучаються до штучного конфлікту, визначеного правилами, що призводить до вимірюваного результату».

## Зв'язки з суміжними дисциплінами
Лудологія перебуває на перетині багатьох наукових галузей, використовуючи їхні методи та концепції:
- Філософія гри — розглядає онтологічні та епістемологічні аспекти ігрової діяльності; центральні фігури: Фрідріх Шиллер, Ганс-Ґеорг Гадамер, Ойген Фінк;
- Культурологія — вивчає ігри як культурні артефакти та практики;
- Психологія — досліджує когнітивні, емоційні та соціальні аспекти ігрової поведінки;
- Соціологія — аналізує соціальні функції та структури ігор;
- Дизайн ігор — прикладна галузь, що використовує лудологічні принципи для створення ігрових систем;
- Медіадослідження — вивчає ігри як форму медіа[14].

## Сучасний стан та перспективи розвитку
У XXI столітті лудологія розвивається як комплексна дисципліна, що поєднує теоретичні та прикладні аспекти дослідження ігор. Основними напрямами сучасних лудологічних досліджень є:
1. Вивчення структурних та процедурних аспектів ігор;
2. Дослідження психологічних механізмів занурення та мотивації в іграх;
3. Аналіз соціокультурного впливу ігор у сучасному суспільстві;
4. Розробка методологічних підходів до дизайну та аналізу ігор;
5. Дослідження гейміфікації — застосування ігрових принципів у неігрових контекстах[15].

Емпіричні дослідження демонструють зростаючу культурну та економічну значущість ігор у сучасному світі, а лудологічний аналіз пропонує теоретичний інструментарій для розуміння цього феномену в широкому гуманітарному контексті.
Варто зауважити, що грайливість як інтегральна особистісна властивість становить фундаментальний предмет дослідження у контексті лудологічних розвідок, у межах яких концептуалізується не лише як здатність до актуалізації ігрової діяльності, але й як мотиваційно-диспозиційний конструкт, що уможливлює трансформацію повсякденної реальності в ігровий простір. Теоретико-методологічний аналіз свідчить, що лудологічна парадигма розглядає грайливість як системоутворювальний чинник креативної адаптації особистості до соціокультурного середовища, детермінуючи її здатність до створення складних ігрових патернів взаємодії, конструювання правил та метакомунікативних сигналів, що маркують ігровий процес. Емпірично підтверджено, що суб'єкти з високими показниками грайливості демонструють суттєво вищу схильність до продукування оригінальних ігрових конструктів, реінтерпретації соціальних практик крізь призму ігрової метафори та оперування множинними рівнями реальності, що, своєю чергою, сприяє ефективній саморегуляції та психологічному благополуччю особистості у ситуаціях невизначеності та конфлікту.
Також  вивчаючи лудологію доцільно звернутися до концепції пан-лудизму, що являє собою метатеоретичну парадигму, в межах якої гра концептуалізується як фундаментальний принцип буття людини та основоположний механізм культуротворення.